# Arley (Alabama)
Pour les articles homonymes, voir Arley.
Arley est une municipalité américaine située dans le comté de Winston en Alabama.
Selon le recensement de 2010, sa population est de 357 habitants. La municipalité s'étend sur 3,77 milles carrés (9,76 km2).

## Démographie
| 1970 | 1980 | 1990 | 2000 | 2010 |
| ---- | ---- | ---- | ---- | ---- |
| 164  | 276  | 338  | 311  | 357  |